# 퍽시

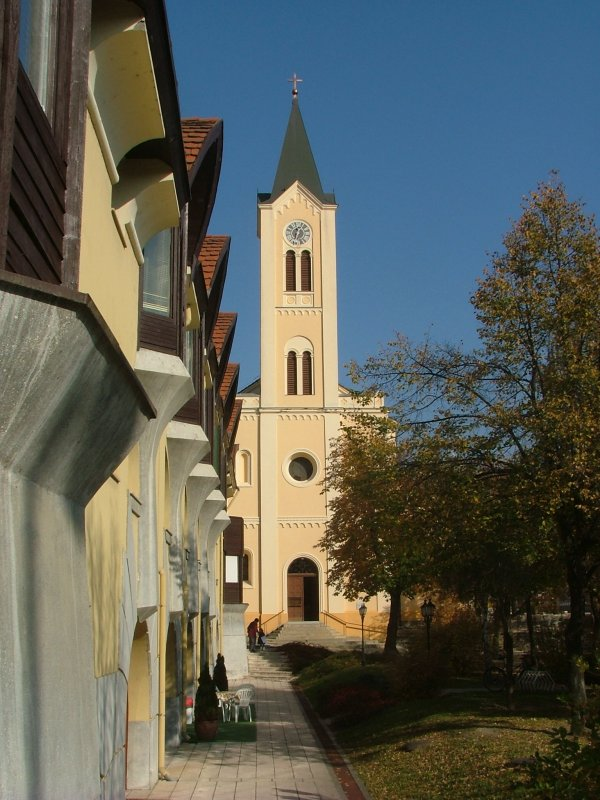
퍽시 예수의 심장 교회

퍽시(헝가리어: Paks)는 헝가리 톨너주의 도시로 면적은 154.08km2, 인구는 19,833명(2009년 기준), 인구 밀도는 137명/km2이다.
헝가리의 유일한 원전인 퍽시 원자력 발전소는 헝가리 전체 전력의 약 40%를 공급한다.

시 문장